# Bell’s Open 1984
Die Bell’s Open 1984 im Badminton fand vom 5. bis zum 7. Oktober 1984 in Perth statt. Es war die zehnte Auflage der Turnierserie. 

## Finalresultate
| Disziplin    | Sieger                        | Finalist                   | Ergebnis          |
| ------------ | ----------------------------- | -------------------------- | ----------------- |
| Herreneinzel | Lius Pongoh                   | Darren Hall                | 15:4, 15:13       |
| Dameneinzel  | Gillian Martin                | Fiona Elliott              | 11:9, 11:5        |
| Herrendoppel | Billy Gilliland Dan Travers   | Bobby Ertanto Hafid Yusuf  | 15:8, 15:5        |
| Damendoppel  | Gillian Gowers Helen Troke    | Sally Podger Karen Chapman | 15:6, 3:15, 18:14 |
| Mixed        | Billy Gilliland Karen Chapman | Nigel Tier Gillian Gowers  | 17:16, 15:13      |